# Mircea Jida
Mircea Jida (n. 12 decembrie 1952, Horezu, România) este un actor român de teatru și film.

## Biografie
Absolvent Institutul de Artă Teatrală și Cinematografică „I. L. Caragiale” (UNATC), promoția 1975, clasa prof. Sanda Manu, asistenți Geta Angheluță, Ștefan Velniciuc. Repartizat la Teatrul Național „Vasile Alecsandri” din Iași (1975-1976). Actor la Teatrul Nottara (1976-1998).
După anul 2000, a efectuat turnee în SUA și Canada. A fost căsătorit cu actrița Anca Bejenaru, de la Teatrul Nottara. S-a recăsătorit cu Mihaela Gavrilă, cu care are doi copii: Mihnea și Irina.
Mircea Jida a jucat în câteva filme. Rolul său cel mai cunoscut este cel al personajului titular din filmul Mitică Popescu (1984), ecranizare a piesei omonime a lui Camil Petrescu. Criticii de film au reproșat că personajul filmului, interpretat de Mircea Jida, „nu prea are «dimensiunea de farmec» a eroului”, semănând doar fizic cu personajul piesei de teatru. Un alt rol menționat de critici a fost rolul unei rude a „haiducului” Victor Popescu, personajul principal din filmul Bătălia din umbră (1986).
În articolul "Cronica rolului secundar - Mircea Jida în Spiridon" (Revista Teatru, nr. 4 (anul XXXII), aprilie 1987), apreciatul critic Irina Coroiu elogia calitățile actorului Mircea Jida, atribuindu-i valențe prime în interpretarea unui personaj secundar:
"Un soligism plastic perfect, ce ridică particularul la puterea generalului, realizat prin intermediul acestui personaj secundar, Spiridon, gândit atât de original de Dan Micu și interpretat cu suplețe și precizie de Mircea Jida"
"Absurd era și faptul că Spiridon, aflat veșnic în casă, nu participa deloc la daravelile sentimentale, nu le comenta, ca și cum n-ar fi știut nimic despre ele. Acum, dimpotrivă, lui și numai lui i se stabilește, logic, o omniprezență participativă. Are un aer de codoș dezinteresat, sare în ajutorul ba al lui Chiriac, ba al Vetei, e martor ocular, dar tăcut și imparțial, la teribila ceartă a celor doi, Mircea Jida jucând excelent această nouă și plauzibilă imaginare a rolului. Pare tâmp, dar nu e. Pare obedient, dar îl cuprinde și câte - un amoc de insubordonare, ceilalți lăsând impresia că s-ar feri oarecum de ieșirile din parametrii știuți ale găliganului clăpăug - când le are." (Valentin Silvestru, Teatru azi, 1996)

## Repertoriu teatral
Confuzie cu repertoriul actorului Alexandru Jitea
- SÂMBĂTĂ LA VERITAS -  Academia de Teatru și Film - București, 16.11.1974
- BOLNAVUL ÎNCHIPUIT -  Academia de Teatru și Film - București, 10.01.1975
- MONTSERRAT - Academia de Teatru și Film - București, 15.02.1975
- REGELE CERB - Academia de Teatru și Film - București, 20.02.1975
- ÎNSEMNĂRILE UNUI NEBUN - Teatrul Național ‘Vasile Alecsandri’ - Iași, 31.10.1975
- CĂDEREA PĂSĂRII DE SEARĂ - Teatrul Național ‘Vasile Alecsandri’ - Iași, 30.03.1976
- IVONA, PRINCIPESA BURGUNDIEI - Teatrul Național ‘Vasile Alecsandri’ - Iași, 04.03.1976
- RÂUL, RAMUL - Teatrul Național ‘Vasile Alecsandri’ - Iași, 05.05.1976
- PATIMA FĂRĂ SFÎRȘIT - Teatrul Nottara, București, 27.02.1977
- DA SAU NU - Teatrul Național ‘Vasile Alecsandri’ - Iași, 28.06.1977
- JOCUL - Teatrul Nottara, București, 08.03.1978
- TIMON DIN ATENA - Teatrul Nottara, București, 27.03.1978
- FAMILIA TOT - Teatrul Nottara, București, 28.06.1978
- MIZANTROPUL - Teatrul Nottara, București, 20.02.1979
- CORIOLAN - Teatrul Nottara, București, 07.12.1979
- PETRECERE FĂRĂ CHEF - Teatrul „Tudor Vianu” - Giurgiu, 14.12.1979
- MAREA LUMINĂ ALBĂ - Teatrul Nottara, București, 22.02.1980
- PLOAIA ȘI ANCHETATORUL - Teatrul Nottara, București, 07.10.1980
- OMUL CARE FACE MINUNI - Teatrul Nottara, București, 22.09.1981
- COPIII SOARELUI - Teatrul Nottara, București, 07.02.1982
- NEGRU ȘI ROȘU - Teatrul Nottara, București, 18.03.1983
- TRĂSURA LA SCARĂ - Teatrul Nottara, București, 11.10.1983
- FIRE DE POET - Teatrul Nottara, București, 01.02.1984
- CUMINȚENIA PĂMÎNTULUI - Teatrul Nottara, București, 17.12.1984
- CUM VĂ PLACE - Teatrul Nottara, București, 30.04.1985
- SCAPINO - Teatrul Nottara, București, 28.11.1985
- ULTIMUL BAL - Teatrul Nottara, București, 21.09.1986
- O NOAPTE FURTUNOASĂ - Teatrul Nottara, București, 28.01.1987
- IVA-DIVA - Teatrul Nottara, București, 23.09.1987
- LIVADA DE VIȘINI - Teatrul Nottara, București, 03.03.1988
- AL PATRULEA ANOTIMP - Teatrul Nottara, București, 02.10.1989
- HENRIC AL IV-LEA - Teatrul Nottara, București, 10.02.1990
- PĂGUBOȘII - Teatrul Nottara, București, 27.05.1990
- UN REGAT PENTRU UN ASASIN - Teatrul Nottara, București, 28.03.1991
- DOCTORUL MINUNE - Teatrul Nottara, București, 11.01.1995
- THOMAS BECKET - Teatrul Nottara, București, 06.05.1995
- O NOAPTE FURTUNOASĂ - Teatrul Nottara, București, 14.05.1996
- EMANCIPAREA PRINȚULUI HAMLET - Teatrul Nottara, București, 01.10.1997
- ACEȘTI NEBUNI FĂȚARNICI - Teatrul Nottara, București, 17.05.1998
- VIFORUL - Teatrul Nottara, București, 09.11.1998
- TITANIC VALS - Teatrul Nottara, București, 31.03.2002
- FAZANUL - Teatrul ‘Sică Alexandrescu’ - Brașov, 29.04.2012

## Teatru TV
- Jocul (1978), de Ion Băieșu, regia George Rafael
- Poveste studențească (1980), de M. Sorbul, regia Cornel Todea
- Henric IV (1990), de Luigi Pirandello, adaptarea și regia Dominic Dembinski - teleplay
- Scapino (1992), de Moliere, regia Al. Dabija
- Negrii, de Jean Genet

## Filmografie
- Prin cenușa imperiului (1976)
- Gustul și culoarea fericirii (1978)
- Mai presus de orice (1978)
- Ștefan Luchian (1981)
- O lumină la etajul zece (1984)
- Mitică Popescu (1984) - Mitică Popescu[2][4]
- Bătălia din umbră (1986)[3]
- Momentul adevărului (1989)
- Marea sfidare (1990)
- Șobolanii roșii (1991)
- Stare de fapt (1995)
- Examen (2003) - Diamandescu
- Ces amours-là (2003)